# Best Friends (catch)
 (juillet 2021).
Best Friends était un clan de catcheurs Face composé de Chuck Taylor, Orange Cassidy et Kris Statlander. Il travaille actuellement pour la All Elite Wrestling. Le groupe représente la branche AEW du clan de la NJPW, CHAOS.

## Carrière

### Pro Wrestling Guerilla (2013–2019)
Lors de PWG Battle Of Los Angeles 2013 - Tag 2, ils font équipe pour la première fois dans un Six Man Tag Team Match en équipe avec Joey Ryan pour battre B-Boy, 
Tommaso Ciampa et Willie Mack.

### Ring of Honor (2017-2019)
Le 14 mai 2017, ils effectuent leur première apparition à la Ring Of Honor, rejoint par Rocky Romero le partenaire de Baretta dans l'équipe Roppongi Vice pour battre Bullet Club (Adam Page, Matt et Nick Jackson). Lors de Best in the World 2017, ils perdent contre The Young Bucks dans un Tornado Three Way Match qui comprenaient également War Machine (Hanson et Raymond Rowe) et ne remportent pas les ROH World Tag Team Championship.
Lors de Final Battle 2017, ils perdent contre The Motor City Machine Guns (Alex Shelley et Chris Sabin) et ne remportent pas les ROH World Tag Team Championship.

### New Japan Pro-Wrestling (2017–2019)
Le 6 novembre 2017, ils sont annoncés en tant que participant au World Tag League 2017, faisant de Taylor par la même occasion le nouveau membre du clan Chaos dont fait déjà partie Baretta,.
Lors de Destruction in Hiroshima 2018, ils font équipe avec Will Ospreay et battent Bullet Club (Chase Owens et  Yujiro Takahashi) et Kōta Ibushi. Lors de Destruction in Beppu, ils perdent contre Killer Elite Squad (Davey Boy Smith, Jr. et Lance Archer). Lors de Destruction In Kobe, ils prennent leur revanche en battant Killer Elite Squad.

### All Elite Wrestling (2019–...)
Le 7 février 2019, ils signent officiellement avec la All Elite Wrestling. 
Le 25 mai lors du show inaugural : Double or Nothing, ils battent The Hybrid 2 (Angélico et Jack Evans). Après le combat, Orange Cassidy rejoint le clan. Le 29 juin à Fyter Fest, ils battent SCU (Frankie Kazarian et Scorpio Sky) et Private Party (Marq Queen et Isiah Kassidy) dans un 3-Way Tag Team Match, leur permettant d'entrer plus tard dans le tournoi déterminant les premiers champions mondiaux par équipe de la AEW. Le 31 août à All Out, ils perdent face au Dark Order (Evil Uno et Stu Grayson), n'étant pas exemptés du premier tour du tournoi pour les titres mondiaux par équipe de la AEW. 
Le 23 mai 2020 à Double or Nothing, ils battent Private Party (Isiah Kassidy et Marq Queen).
Le 1er juillet à Fyter Fest, ils ne remportent pas les titres mondiaux par équipe de la AEW, battus par "Hangman" Adam Page et Kenny Omega.
Le 24 décembre, Trent souffre d'une déchirure partielle d'un muscle pectoral et doit s'absenter pendant quelques mois.
Le 7 mars 2021 à Revolution, Chuck Taylor et Orange Cassidy perdent face à Miro et Kip Sabian. Le 31 mars à Dynamite, Trent fait son retour de blessure après 3 mois d'absence, aide Orange Cassidy et Chuck Taylor à battre Miro et Kip Sabian dans un Arcade Anarchy Match, rejoint par Kris Statlander qui a attaqué Penelope Ford. 
Le 30 mai à Double or Nothing, Orange Cassidy ne remporte pas le titre mondial de la AEW, battu par Kenny Omega dans un 3-Way Match qui inclut également PAC. Le 26 juin, Trent subit une intervention chirurgicale à la nuque et doit de nouveau s'absenter pendant des mois.
Le 5 septembre lors du pré-show à All Out, Chuck Taylor, Orange Cassidy, Wheeler Yuta et Jurassic Express battent HFO (Matt Hardy, Private Party et TH2) dans un 10-Man Tag Team Match. Le 8 décembre à Dynamite, Chuck Taylor et Rocky Romero perdent face aux Young Bucks. Après le combat, Trent fait son retour de blessure après 4 mois et demi d'absence et attaque les adversaires de ses camarades, Adam Cole et Brandon Cutler.
Le 26 juin 2022 à Forbidden Door, Roppongi Vice ne remporte pas les titres mondiaux par équipe de la AAA, de la ROH et la IWGP, battus par FTR dans un 3-Way Winner Takes All Tag Team Match, qui inclut également The United Empire (Great-O-Khan et Jeff Cobb).
Le 19 novembre lors du pré-show à Full Gear, Chuck Taylor, Trent Beretta, Orange Cassidy, Rocky Romero et Dauhausen battent The Factory (Aaron Solow, Cole Karter, Lee Johnson, Nick Comoroto et QT Marshall) dans un 10-Man Tag Team match.
Le 5 mars 2023 à Revolution, Danhausen et Orange Cassidy ne remportent pas les titres mondiaux par équipes de la AEW, battus par les Gunns (Austin et Colten Gunn) dans un Fatal 4-Way Tag Team match, qui inclut également les Acclaimed, Jay Lethal et Jeff Jarrett.
Le 28 mai à Double or Nothing, Orange Cassidy conserve son titre en remportant la 21-Man Blackjack Battle Royal. Plus tard dans la soirée, Kris Statlander fait son retour de blessure après 9 mois d'absence, et devient la nouvelle championne TBS de la AEW en battant Jade Cargill, alors que cette dernière venait de conserver son titre contre Taya Valkyrie. Elle remporte le titre pour la première fois de sa carrière, son premier titre personnel et fait subir sa première défaite à la désormais ex-championne.
Le 25 juin lors du pré-show à Forbidden Door, Chaos (Rocky Romero, Trent Beretta et Chuck Taylor) et El Desperado perdent face à Mogul Embassy (Brian Cage, Swerve Strickland, Toa Liona et Bishop Kaun) dans un 8-Man Tag Team match. Un peu plus tard dans la soirée, Orange Cassidy conserve son titre en battant Katsuyori Shibata, Daniel Garcia et Zack Sabre Jr. dans un Fatal 4-Way match.
Le 27 août à All In, Eddie Kingston, Penta El Zero Miedo, Chuck Taylor, Orange Cassidy et Trent Beretta battent Blackpool Combat Club (Jon Moxley, Claudio Castagnoli et Wheeler Yuta), Ortiz et Santana dans un Stadium Stampede match. La semaine suivante lors du pré-show à All Out, Trent Beretta ne remporte pas la Over Bidget Battle Royal, gagnée par "Hangman" Adam Page. À la fin de la soirée, Orange Cassidy ne conserve pas sa ceinture, battu par Jon Moxley, ce qui met fin à un règne de 326 jours.
Le 10 octobre à Dynamite, Orange Cassidy redevient champion International de la AEW, pour la seconde fois, en battant Rey Fénix. De ce fait, il devient le premier catcheur à gagner deux fois la ceinture. Le 18 novembre à Full Gear, il conserve son titre en prenant sa revanche sur Jon Moxley qui l'avait battu 2 mois auparavant. Le 30 décembre lors du pré-show à Worlds End, Trent Beretta ne remporte pas la Battle Royal et ne devient pas aspirant no 1 au titre TNT, gagnée par Killswitch.
Le 3 mars 2024 à Revolution, Orange Cassidy ne conserve pas sa ceinture, battu par Roderick Strong, ce qui met fin à un règne de 144 jours.
Le 3 avril à Dynamite, Orange Cassidy et Trent Beretta ne se qualifient pas pour la finale du tournoi qui désignera les futurs champions du monde par équipes de la AEW, battu par les Young Bucks. Après le combat, le second effectue un Heel Turn en portant un Running Knee  sur le premier.

## Palmarès
- Pro Wrestling Guerrilla
  - Dynamite Duumvirate Tag Team Title Tournament (2014)